# Bryn Mawr-Skyway
Bryn Mawr-Skyway je obec v okrese King v americkém státě Washington. V roce 2010 měla 15 645 obyvatel.
Jedná se o jediné CDP v metropolitní oblasti Seattlu, ve kterém je národní demografická menšina většinou. Také zde žije více Afroameričanů než v jakémkoli jiném CDP na Severozápadě USA, celkově čítají více než čtvrtinu populace města. Také se zde vyskytuje důležitá filipínsko-americká komunita.

## Geografie
Obec má rozlohu 8,7 km², z čehož 5 % je voda.
Obec leží na nezačleněném místě mezi městy Seattle, Tukwila a Renton. Přestože ji obklopují důležitá města, obec samotná má limitovanou infrastrukturu a málo výdělečná demografie z ní udělala neatraktivní místo k začlenění. Často se nachází na nejkratší cestě při dojíždění do velkého Seattlu z jihovýchodu. Největší rozkvět obec zažila po druhé světové válce, kde se zde usadilo mnoho válečných veteránů. Nyní je obec cenově dostupným územím v blízkosti oblastí velké zaměstnanosti. Jméno Skyway souvisí s umístěním na hřebeni, zatímco velšské Bryn Mawr znamená velký kopec.
Obchodní centrum obce se nachází na ulici Renton Avenue South, kde se nachází malé kasino s bowlingovou dráhou, banka, hasičská zbrojnice a veřejná knihovna. Další malé podniky se nachází na ulici Martin Luther King Way South. Nedaleko centra se nachází Skyway Park, kde jsou baseballová hřiště, potok, močály a místa pro piknik.
Dohromady s nedalekou obcí Lakeridge se obcím říká West Hill.

## Demografie
V roce 2010 zde žilo 5 274 obyvatel, z nichž tvořili 31 % Afroameričané, 30 % běloši a 27 % Asiaté. 8 % obyvatelstva bylo hispánského původu.

## Politika
Podobně jako většina vnitřních předměstí Seattlu, i zde obyvatelé v národních volbách upřednostňují Demokraty.